# Hackinger Schlösschen

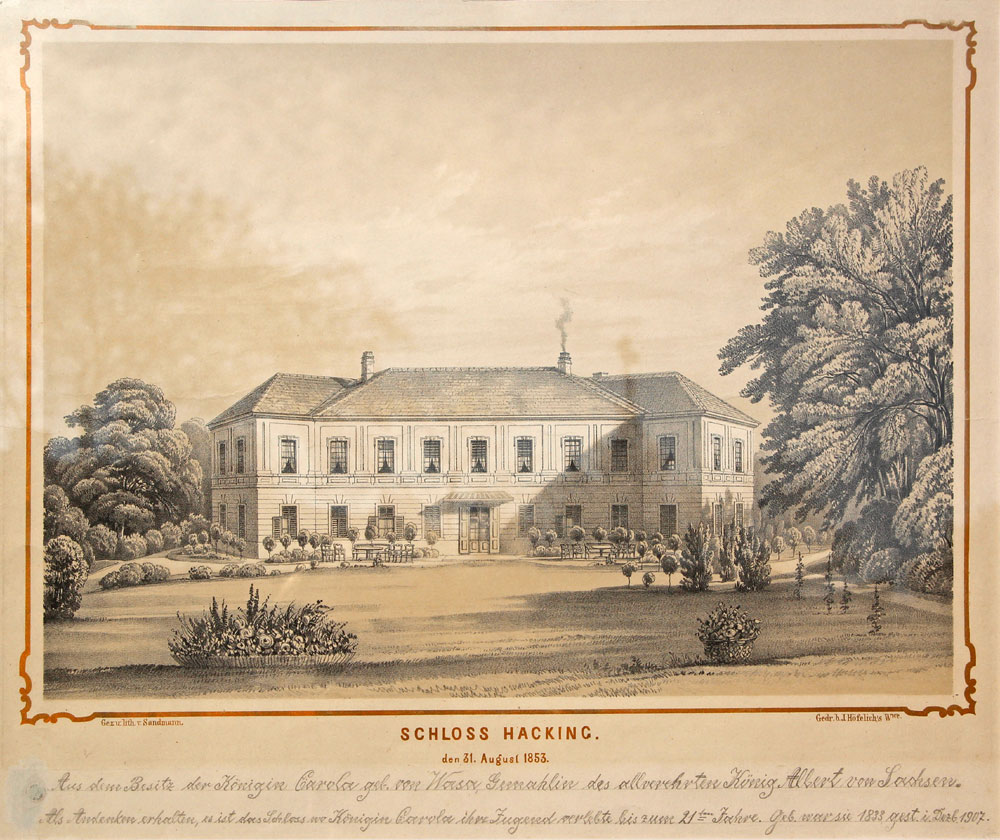
Lithografie von Franz Josef Sandmann aus dem Jahre 1853

Das Hackinger Schlösschen war ein Bauwerk im 13. Wiener Gemeindebezirk Hietzing, Bezirksteil Hacking, Schloßberggasse 8.

## Geschichte des Schlösschens
Die Burg Hacking, die sich auf einen Grundherrn Haggo zurückführen lässt wurde erstmals im 13. Jahrhundert erwähnt. Um 1654 ist Johann Carl Aichbühel als Besitzer der Herrschaft bezeugt. Bis 1685 war der österreichische Rechtsgelehrte und Hofbeamte Christoph Ignaz Abele von und zu Lilienberg Besitzer von Schloss und Herrschaft Hacking. Am 5. November 1665 erhob ihn Kaiser Leopold I. mit dem Prädikat „Edler Herr zu Hacking“ in den Reichsritterstand. Ein neues Schloss wurde Anfang des 18. Jahrhunderts auf dem ehemaligen Platz der Veste Hacking, welche bei der zweiten Wiener Türkenbelagerung zerstört worden war, errichtet. Das Schloss wechselte sehr oft die Besitzer und wurde mehrmals umgebaut. Die Innenausstattung folgte französischen Vorbildern. Um 1718 gelangte es in den Besitz der Familie Hacquet, 1778 wurde es an den Deutschen Ritterorden verkauft, welcher auch längere Zeit Herr von Hacking war. Das Schloss selbst besaß jedoch bald die Familie Schmipf, danach Fürst Kaunitz-Rietberg. 1824 ersteigerte es Louise Plaideux, Baronesse von Mainau und verkaufte es 1832 an den schwedischen Prinzen Gustav von Wasa. Er vererbte es seiner Tochter Carola von Wasa-Holstein-Gottorp, Königin von Sachsen, welche es im Jahre 1879 an den Fürsten Arenberg verkaufte. 1898 wird es an Julius Graf Reidasch weitergegeben, wonach es einige weitere Inhaberwechsel gab, unter anderem auch das Staatsamt für soziale Verwaltung. 1923 wird die Dichterin Eleonore van der Straten-Ponthoz (geb. Gräfin von Sternberg) neue Eigentümerin, welche auch die letzte Namensgeberin des Schlosses war.

## Nachnutzung des Grundes

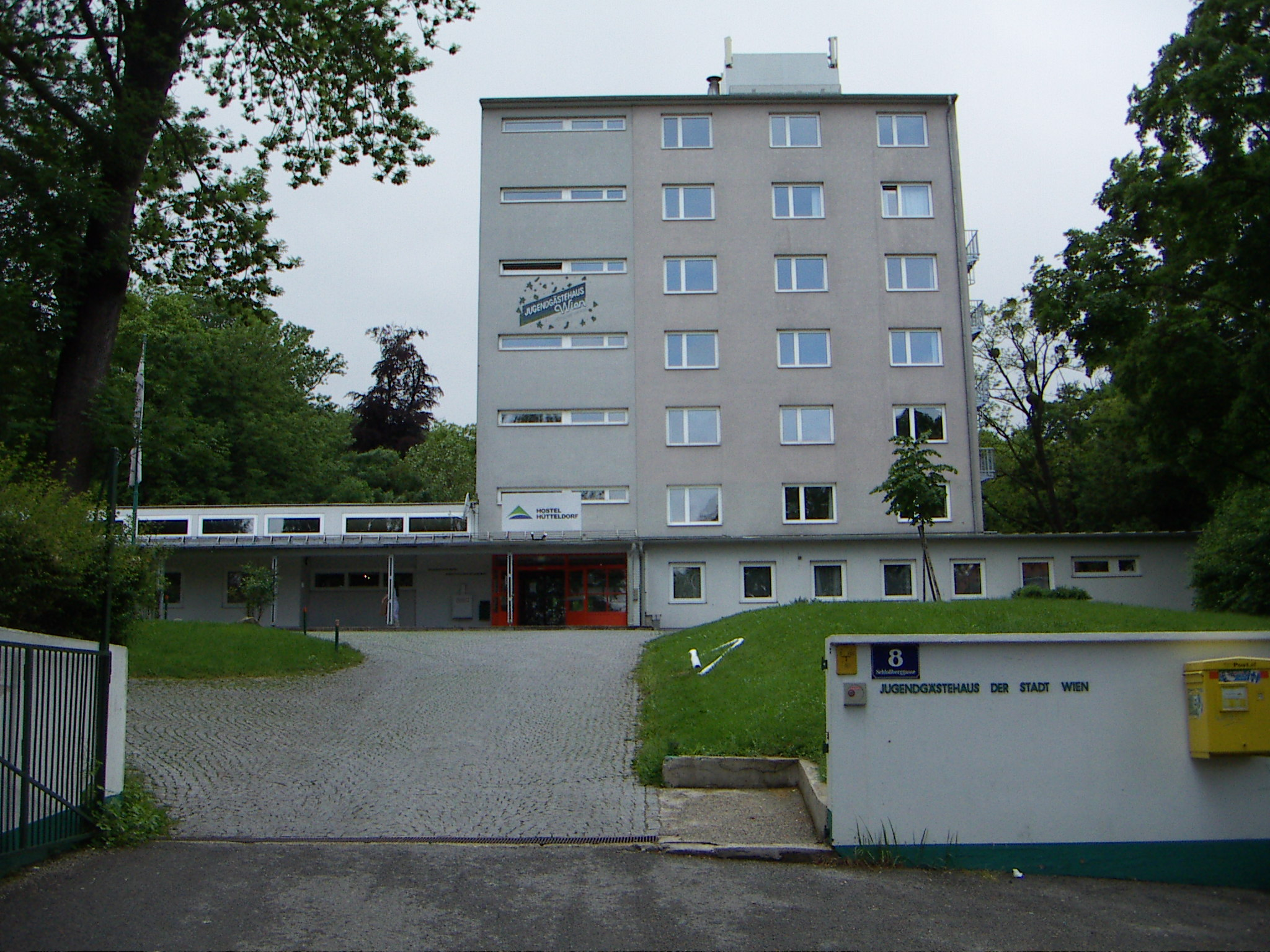
Jugendgästehaus Hütteldorf-Hacking

Der große Garten wurde, wie in zahlreichen ähnlichen Fällen, während der wirtschaftlichen Aufschwungsperiode nach dem Zweiten Weltkrieg zum Motiv der Suche nach einer intensiveren Nutzung. Das von der Gemeinde Wien erworbene Gebäude wurde 1955 demoliert. Heute steht an dieser Adresse ein Jugendgästehaus der Stadt Wien, Architekt Fred Freyler. Auf dem Großteil des ehemaligen Schlossparkes steht die teils siebengeschoßige Sozialbau-Wohnhausanlage Am Schlossberg, bestehend aus 13 Gebäuden mit 21 Stiegen. Ein großer Teil der restlich verbliebenen Parkfläche wurde Ende der 1990er Jahre zum öffentlichen „Hackinger Schlosspark“.